# Pseudomys hermannsburgensis
Pseudomys hermannsburgensis  (Waite, 1896) è un roditore della famiglia dei Muridi endemico dell'Australia

## Descrizione

### Dimensioni
Roditore di piccole dimensioni, con la lunghezza della testa e del corpo tra 56,6 e 77 mm, la lunghezza della coda tra 70,4 e 91,5 mm, la lunghezza del piede tra 16,1 e 17 mm, la lunghezza delle orecchie tra 12 e 13,2 mm e un peso fino a 17,2 g.

### Aspetto
Il corpo è snello e gracile, la pelliccia è liscia. Le parti superiori variano dal color zenzero al bruno-grigiastro, i fianchi sono più rossicci, mentre le parti ventrali sono bianche. Le zampe sono bianche. La coda è più lunga della testa e del corpo, cosparsa finemente di peli, bruno-rosata sopra, leggermente più chiara sotto. Il cariotipo è 2n=48 FN=54.

## Biologia

### Comportamento
È una specie notturna e gregaria. Si rifugia in piccoli gruppi all'interno di sistemi di cunicoli e tane.

### Alimentazione
Si nutre di semi, tuberi, germogli e artropodi.

### Riproduzione
Si riproduce quando le condizioni ambientali sono favorevoli. Le femmine danno alla luce 3-4 piccoli alla volta.

## Distribuzione e habitat
Questa specie è diffusa nell'Australia centrale e alcune isole lungo la costa occidentale.
Vive in habitat aridi come dune sabbiose, praterie d'erba e di graminacee.

## Tassonomia
Sono state riconosciute 2 sottospecie:
- P.h.hermannsburgensis: Australia Occidentale centrale, Territorio del Nord meridionale, Australia Meridionale settentrionale, Queensland sud-occidentale; isole di Dirk Hartog, Rosemary e Hope, lungo la costa di Pilbara;
- P.h.brazenori (Troughton, 1937): Nuovo Galles del Sud nord-occidentale.

## Conservazione
La IUCN Red List, considerato il vasto areale, la presenza in diverse aree protette e la popolazione numerosa, classifica P.hermannsburgensis come specie a rischio minimo (Least Concern).